# Diaspidiotus arroyoi
Diaspidiotus arroyoi är en insektsart som först beskrevs av Alfred Serge Balachowsky 1968.  Diaspidiotus arroyoi ingår i släktet Diaspidiotus och familjen pansarsköldlöss. Inga underarter finns listade i Catalogue of Life.